# ロスシー
ロスシー（Rothesay）とは、クライド湾に存在する島の1つ、ビュート島の主要な港町である。この町はスコットランドに属しており、本土との間はフェリーが運行されている。

## 概要

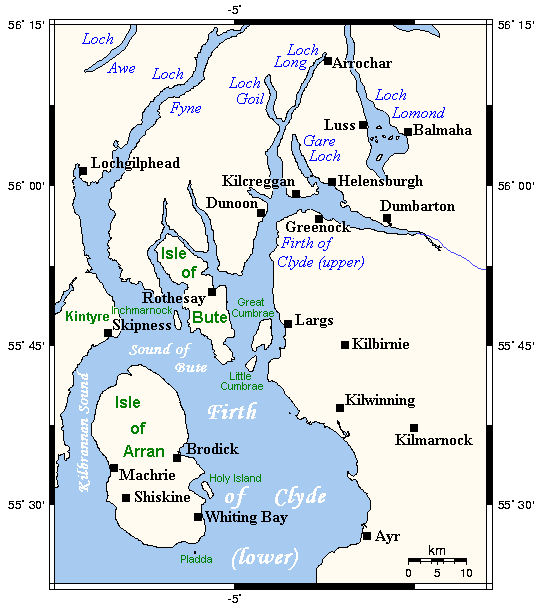
地図中央部、アラン島（Isle of Arran）の北に存在する、本土とほとんど陸続きに近いビュート島（Isle of Bute）に1つだけ黒い点が打たれている。ここがロスシー（Rothesay）である。

ロスシーはクライド湾沿岸に存在する町の1つで、だいたい北緯56度（それより少し南）、西経5度付近に位置する。ビュート島内においては主要な町であり、2006年現在のこの町の人口は約4850人であった
。なお、この町の中央部にはロスシー城という廃城が存在することで知られている。

## 気候
ロスシーはビュート島に存在する町であるものの、グレートブリテン島の北西岸部の気候と似ている。すなわち、ここも温帯の西岸海洋性気候に属しており、したがって、元々季節間の寒暖の差も小さい。また、ロスシーは海岸に存在する町なので、海の影響を強く受けた気候、すなわち、夏は涼しく、冬はそれほど冷え込まないという、元々夏と冬の寒暖の差が小さい西岸海洋性気候の寒暖の差をさらに小さくしたような気候である。ちなみに、この場所において観測されたことのある気温で最も高かったのは、1975年8月に28.5℃を記録した時である
。逆に、この場所において観測されたことのある気温で最も低かったのは、1982年1月に-8.4℃を記録した時である
。それから降水量に関しても、西岸海洋性気候であるため年中平均して降水が見られるものの、ロスシーの場合は、どちらかと言えば冬季に降水の多い傾向にある。
なお、この町において特筆に価することとして、既述の通りこの町はビュート島という水に囲まれた場所に存在するのにもかかわらず、酷い霜が発生する危険があることで知られている。
以下に、ロスシーの1971年から2000年までの30年間の平均気温、平均降水量のデータを列記する。また、1960年以降に観測された、最も高かった気温の記録と最も低かった気温の記録を月ごとに列記する。
- 1月 - 最高気温の平均6.8℃、最低気温の平均2.2℃、1ヶ月間の降水量合計の平均153.22mm。観測された最高気温の記録14.0℃、観測された最低気温の記録-8.4℃[4]。なお、この-8.4℃が観測されたのは1982年である[3]。
- 2月 - 最高気温の平均7.0℃、最低気温の平均2.3℃、1ヶ月間の降水量合計の平均109.62mm。観測された最高気温の記録14.6℃、観測された最低気温の記録-5.6℃[4]。
- 3月 - 最高気温の平均8.7℃、最低気温の平均3.1℃、1ヶ月間の降水量合計の平均127.56mm。観測された最高気温の記録16.6℃、観測された最低気温の記録-4.5℃[4]。
- 4月 - 最高気温の平均11.3℃、最低気温の平均4.4℃、1ヶ月間の降水量合計の平均74.62mm。観測された最高気温の記録22.6℃、観測された最低気温の記録-4.4℃[4]。
- 5月 - 最高気温の平均14.6℃、最低気温の平均6.8℃、1ヶ月間の降水量合計の平均66.89mm。観測された最高気温の記録25.5℃、観測された最低気温の記録-1.6℃[4]。
- 6月 - 最高気温の平均16.7℃、最低気温の平均9.1℃、1ヶ月間の降水量合計の平均76.25mm。観測された最高気温の記録28.1℃、観測された最低気温の記録2.0℃[4]。
- 7月 - 最高気温の平均18.4℃、最低気温の平均11.2℃、1ヶ月間の降水量合計の平均96.21mm。観測された最高気温の記録28.0℃、観測された最低気温の記録3.9℃[4]。
- 8月 - 最高気温の平均18.1℃、最低気温の平均11.2℃、1ヶ月間の降水量合計の平均113.17mm。観測された最高気温の記録28.5℃、観測された最低気温の記録4.4℃[4]。なお、この28.5℃が観測されたのは1975年である[2]。
- 9月 - 最高気温の平均15.5℃、最低気温の平均9.4℃、1ヶ月間の降水量合計の平均143.79mm。観測された最高気温の記録25.0℃、観測された最低気温の記録1.0℃[4]。
- 10月 - 最高気温の平均12.5℃、最低気温の平均7.1℃、1ヶ月間の降水量合計の平均158.51mm。観測された最高気温の記録21.0℃、観測された最低気温の記録-1.9℃[4]。
- 11月 - 最高気温の平均9.2℃、最低気温の平均4.4℃、1ヶ月間の降水量合計の平均147.30mm。観測された最高気温の記録16.8℃、観測された最低気温の記録-2.5℃[4]。
- 12月 - 最高気温の平均7.6℃、最低気温の平均3.1℃、1ヶ月間の降水量合計の平均156.02mm。観測された最高気温の記録14.4℃、観測された最低気温の記録-5.0℃[4]。

年平均最高気温12.2℃、年平均最低気温6.19℃、年間の降水量合計の平均1414.62mm。

## 教育施設
2006年までは、ロスシーには3つの小学校が存在した。
- セイント・アンドリュー小学校（St. Andrews Primary）
- ロスシー小学校（Rothesay Primary School）
- 北ビュート島小学校（North Bute Primary）

また、同じく2006年まではロスシーには中等学校（日本で言う中学校と高校を合わせた学校）が1つ存在した。
- ロスシー・アカデミー中等学校（Rothesay Academy）

その後2007年に、これらの学校の合同校舎が完成した。そして、後にこれらの学校は合併して1校になった。

## 歴史
（英語版の「History」の節を参照してください。）